# Накуа, Пука
Макеа Пука Накуа (англ. Makea Puka Nacua; 29 мая 2001, Лас-Вегас, Невада) — профессиональный американский футболист, принимающий клуба НФЛ «Лос-Анджелес Рэмс». На студенческом уровне выступал за команды Вашингтонского университета и университета Бригама Янга. На драфте НФЛ 2023 года был выбран в пятом раунде.

## Биография
Пука Накуа родился 29 мая 2001 года в Лас-Вегасе. Один из шести детей в семье Лайонела и Пенины Накуа. Его старший брат Кай профессиональный футболист, известный по выступлениям за ряд клубов НФЛ. В 2012 году, после смерти Лайонела Накуа, семья переехала в Юту. В Ореме Накуа окончил старшую школу. Во время учёбы он играл за школьные команды по футболу и баскетболу. В 2018 году в составе футбольной команды он стал победителем чемпионата штата, был признан лучшим игроком Юты, вошёл в символическую сборную звёзд школьного футбола по версиям MaxPreps и USA Today. Суммарно за карьеру в школе он набрал на приёме 5226 ярдов с 58 тачдаунами, оба показателя стали рекордами штата.

### Любительская карьера
В 2019 году Накуа поступил в Вашингтонский университет. За два года он провёл в составе его команды одиннадцать игр, набрав на приёме 319 ярдов. Перед началом сезона 2021 года он перевёлся в университет Бригама Янга, где стал одним из основных принимающих команды. В 2021 и 2022 годах Накуа сыграл в турнире NCAA двадцать один матч, суммарно набрав 1430 ярдов. В обоих сезонах он был самым эффективным ресивером команды, в 2021 году издание Pro Football Network признало его лучшим принимающим независимых футбольных программ.

#### Статистика выступлений в NCAA
| Сезон | Команда           | Игры | Приём | Приём | Приём | Приём | Вынос | Вынос | Вынос | Вынос |
| Сезон | Команда           | Игры | Rec   | Yds   | Y/A   | TD    | Att   | Yds   | Y/A   | TD    |
| ----- | ----------------- | ---- | ----- | ----- | ----- | ----- | ----- | ----- | ----- | ----- |
| 2019  | Вашингтон Хаскис  | 8    | 7     | 168   | 24,0  | 2     | 0     | 0     | 0,0   | 0     |
| 2020  | Вашингтон Хаскис  | 3    | 9     | 151   | 16,8  | 1     | 0     | 0     | 0,0   | 0     |
| 2021  | Бригам Янг Кугарс | 12   | 43    | 805   | 18,7  | 6     | 14    | 148   | 10,6  | 0     |
| 2022  | Бригам Янг Кугарс | 9    | 48    | 625   | 13,0  | 5     | 25    | 209   | 8,4   | 5     |
| Всего | Всего             | 32   | 107   | 1749  | 16,3  | 14    | 39    | 357   | 9,2   | 5     |

### Профессиональная карьера
Перед драфтом НФЛ 2023 года аналитик издания Bleacher Report Деррик Классен к сильным сторонам игрока относил его скорость и эффективность на вертикальных маршрутах, стартовый рывок, умение вести силовую борьбу и набирать ярды после контакта с соперником, полезность в роли блокирующего. Минусами Накуа назывались недостаточно качественное прохождение маршрутов и ограниченный схемами нападения опыт игры в NCAA.
На драфте Накуа был выбран «Лос-Анджелес Рэмс» в пятом раунде под общим 177-м номером. В июне 2021 года он подписал с клубом четырёхлетний контракт. В НФЛ он дебютировал в матче первой недели регулярного чемпионата против «Сиэтла», сделав 10 приёмов на 119 ярдов. Накуа стал четвёртым в истории лиги игроком, в первой игре карьеры сделавшим 10 приёмов не менее чем на 100 ярдов.

#### Статистика выступлений в НФЛ

##### Регулярный чемпионат
| Сезон | Команда           | Игры | Приём | Приём | Приём | Приём | Вынос | Вынос | Вынос | Вынос |
| Сезон | Команда           | Игры | Rec   | Yds   | Y/A   | TD    | Att   | Yds   | Y/A   | TD    |
| ----- | ----------------- | ---- | ----- | ----- | ----- | ----- | ----- | ----- | ----- | ----- |
| 2023  | Лос-Анджелес Рэмс | 1    | 10    | 119   | 11,9  | 0     | 0     | 0     | 0,0   | 0     |
| Всего | Всего             | 1    | 10    | 119   | 11,9  | 0     | 0     | 0     | 0,0   | 0     |

* на 12 сентября 2023